# John Fiske
Edmund Fisk Green connu sous le nom de plume John Fiske (né le 30 mars 1842 à Hartford, dans le Connecticut et mort le 4 juillet 1901  à Gloucester dans le Massachusetts) est un avocat, un écrivain, un philosophe et un historien américain du XIXe siècle.

## Biographie
Après des études de droit à la Faculté de droit de Harvard et avant de devenir écrivain, John Fiske exerce la profession d'avocat.
Influencé par Darwin, avec lequel il a entretenu une relation épistolaire, il s'intéresse à l'importance de l'enfance dans la culture.
Sa philosophie est influencée par Herbert Spencer, particulièrement par les vues de Spencer sur l'évolution. Fiske croit à la supériorité raciale des Anglo-Saxons comme produit de la sélection naturelle, soulignant le fait que les Anglais et les Américains ont déjà conquis un tiers du globe et ont été les fers de lance du progrès sous la forme de la démocratie et du capitalisme. Fiske contribue à la transformation du darwinisme social en racisme.
Dans des livres comme Outlines of Cosmic Philosophy  (ISBN 0384157807), Fiske projette de réconcilier la science et les croyances religieuses orthodoxes. Fiske est un conférencier populaire sur ces sujets à la fin de sa carrière et se tourne plus tard vers les écrits historiques, publiant des livres comme The Discovery of America (1892,  (ISBN 1932080422)).
Il a aussi publié Manifest destiny, livre dans lequel il soutient que Dieu a chargé les États-Unis d'une mission dans le monde.
John Fiske était membre de l'Académie américaine des arts et des sciences et de l'American Antiquarian Society.

## Publications

### Essais philosophiques

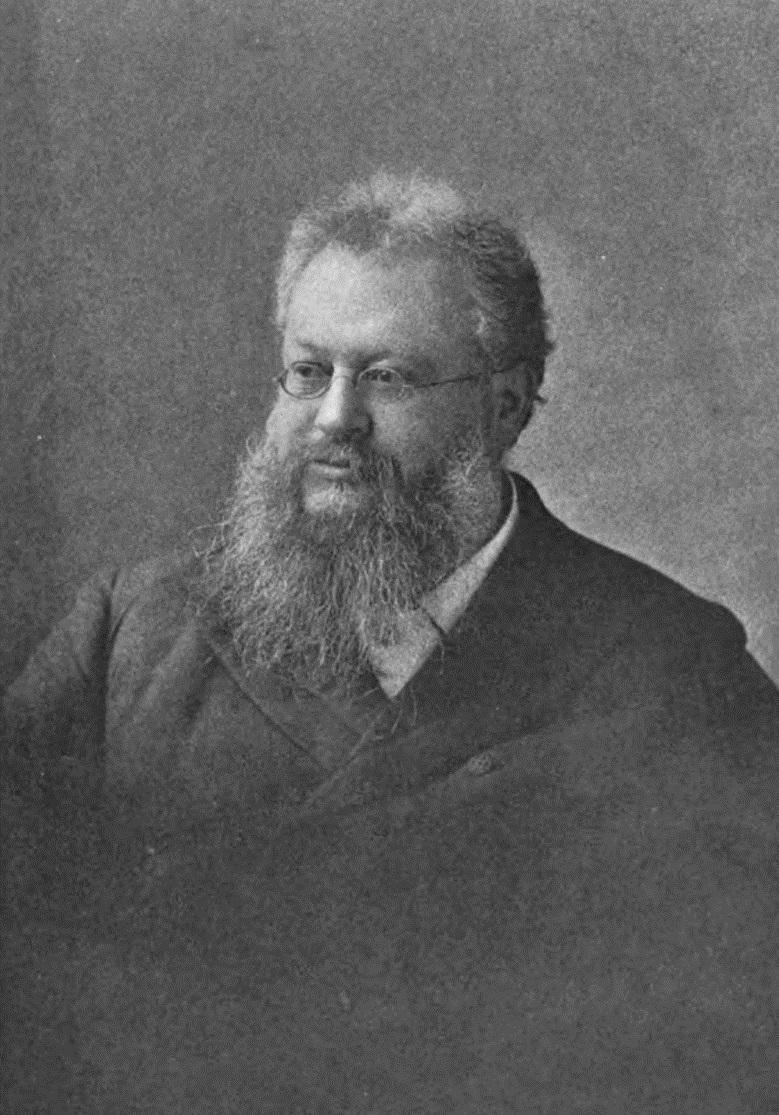
Fiske late in life.

- The Progress From Brute to Man Online Text from the North American Review 1871
- Myths and Myth Makers (1872) (Online publication)
- Outlines of Cosmic Philosophy (1874)
- The Unseen World (1876) (Online publication)
- Darwinism and Other Essays (1879; revised and enlarged, 1885)
- Excursions of an Evolutionist (1883)
- The Destiny of Man Viewed in the Light of his Origin (1884)
- The Idea of God as Affected by modern Knowledge (1885)
- Origin of Evil (1899)
- A Century of Science and Other Essays (1899)
- Through Nature to God (1899)
- The Mississippi Valley in the Civil War (1900)
- Life Everlasting (the Ingersoll Lecture, 1901)

### Essais historiques
- American Political Ideas Viewed from the Standpoint of Universal History (1885)
- The Critical Period of American History, 1783-89 (1888) (Online publication)

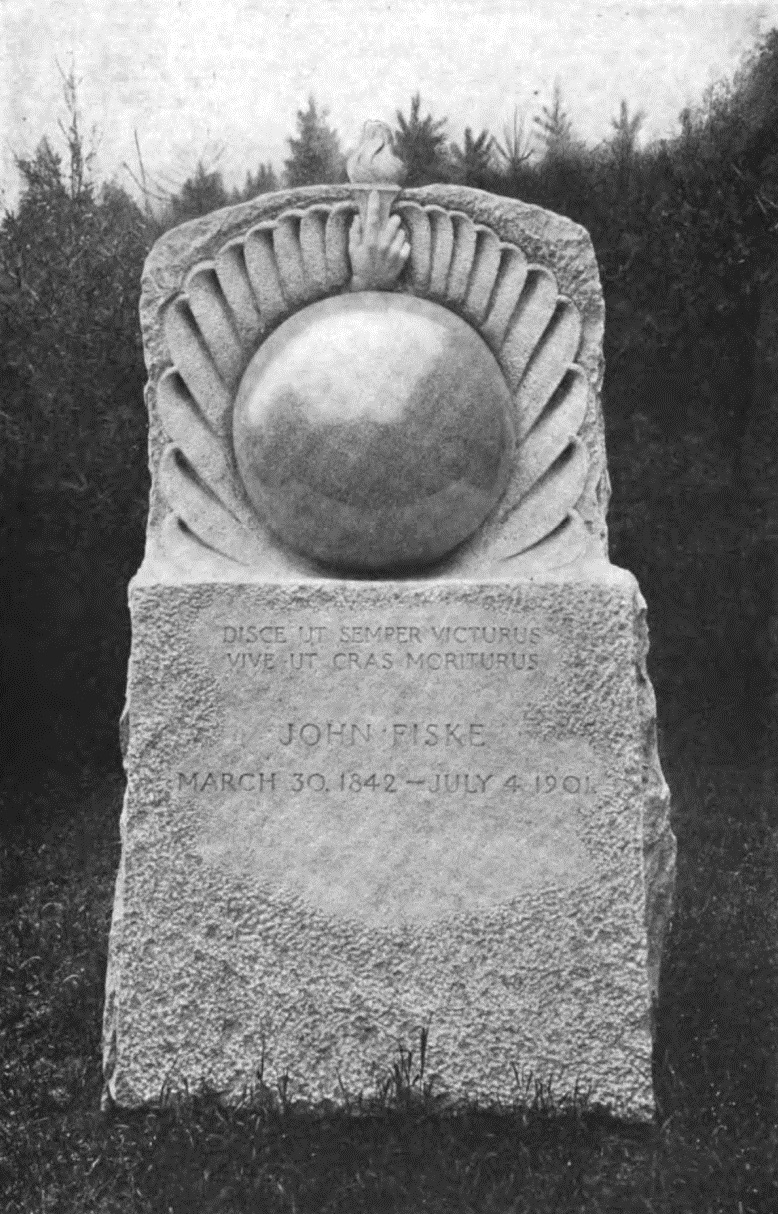
The John Fiske Monument, Petersham.

- The Beginnings of New England (1889)
- The War of Independence, a book for young people (1889)
- Civil Government of the United States (1890)
- The American Revolution (2 vol., 1891)
- The Discovery of America (2 vol., 1892) (Online publication)
- A United States History for Schools (1895)
- Old Virginia and her Neighbors (2 vol., 1897)
- Dutch and Quaker Colonies in America (2 vol., 1899)[1]
- Essays, Literary and Historical (1902)
- New France and New England (1902)
- A collection of his historical works appeared in 1912 as Historical Works (Popular Edition).